# Raoul Loé
Raoul Cédric Loé, né le 31 janvier 1989 à Courbevoie dans les Hauts-de-Seine,  est un footballeur international camerounais possédant également la nationalité française. Il évolue au Shaanxi Chang'an Athletic.

## Biographie
Raoul Loé a grandi dans la banlieue de Paris. Il fait ses premiers pas de footballeur à Cergy-Pontoise avant de venir jouer à Brétigny-sur-Orge en septième division française, tout en étudiant au sport études football du Lycée Jean-Pierre Timbaud.
En 2009, il est repéré par le club espagnol de l'AD Ceuta, évoluant en troisième division espagnol, et y signe son premier contrat.
Après deux ans à l'AD Ceuta et des prestations remarquées contre le FC Barcelone en Coupe du Roi, il signe en août 2011 au Club Atlético Osasuna en Liga BBVA.
Il est d'abord utilisé avec l'équipe réserve (Osasuna B) avant d'officialiser son arrivée en équipe première en janvier 2012 et de s'engager jusqu'en 2015.
En 2015, il quitte le club pour rejoindre Al-Sailiya Sports Club, pensionnaire du championnat qatari
En février 2017, le Camerounais revient au CA Osasuna. 
Le 31 août 2017, Loé s'engage librement pour le club bulgare du CSKA Sofia.

### En équipe nationale
Loé est titularisé pour la première fois dans la sélection Nationale du Cameroun lors du match amical contre l'Ukraine.